# Reduto de São João Batista de Fernando de Noronha
O Reduto de São João Batista de Fernando de Noronha, também referido como Fortim de São João ou Reduto Dois Irmãos, localizava-se na ilha de Fernando de Noronha, no arquipélago de mesmo nome, no estado de Pernambuco, no Brasil.
Em posição dominante na encosta do morro Dois Irmãos, integrava a defesa do setor Noroeste da ilha. Cruzava fogos com o Reduto de São Pedro da Praia do Boldró de Fernando de Noronha, na defesa das praia da Cacimba do Padre e praia do Sancho, as últimas do chamado "mar de dentro" onde era possível um desembarque.

## História
Foi erguido a partir de 1757 com planta no formato de um polígono trapezoidal com três baterias, com acesso por um revelim de ponte levadiça (GARRIDO, 1940:57). Sobre o terrapleno, pelo lado de terra, erguiam-se dois edifícios ("Reducto de S. João Bapta. nos dous Irmãos", s.d., Arquivo Nacional da Torre do Tombo, Lisboa). Foi guarnecido à época por um 1º Sargento e treze praças, e artilhado com seis peças de ferro (BARRETTO, 1958:128-129).
Figura em um mapa inglês da ilha de Fernando de Noronha (Londres, 1793. apud SECCHIN, 1991:10-11), com o nome de Forte de São Joaquim, tradicionalmente localizado pela historiografia brasileira em história das fortificações, no lado oposto da ilha, onde o mesmo mapa exibe um forte com o nome de Forte Sul (ver Reduto do Bom Jesus de Fernando de Noronha).
GARRIDO (1940) reporta que, abandonada, à época (1940), a estrutura encontrava-se em ruínas (op. cit., p. 57).